# MMP11
A e'stromelisina 3' (SL-3), também conhecida como metaloproteinase de matriz 11 (MMP-11) é uma enzima (EC 3.4.24) that in humans is encoded by the MMP11 gene.

## Função
As proteínas da família das metaloproteinases de matriz (MMP) estão envolvidas com processamento da  matriz extracelular, com atividade endopeptidase dependente de zinco. A estromelisina é ativada intracelularmente  pela furina na via secretória constitutiva, enquanto maioria das MMPs é ativada fora das células por proteinases. Em contraste com outras MMP's, essa proteína é capaz de clivar o inibidor da alfa-1-protease, mas possui capacidade limitada de degradação da matriz extracelular.
A expressão de MMP11 também é associada a tumores, sendo produzida por fibroblastos estromais próximos ao mesmo. Levando em consideração seu envolvimento com a progressão de alguns tipos de câncer, já há estudos sugerindo essa proteína como alvo de imunoterapia para tratamento da doença.